# Ernest Bevin
Ernest Bevin (9 tháng 3 năm 1881 - 14 tháng 4 năm 1951) là một chính khách Anh, lãnh đạo công đoàn, và Chính trị gia lao động. Ông đã đồng sáng lập và phục vụ như tổng thư ký của Liên minh Công nhân Giao thông và Công nhân Tổng hợp mạnh mẽ trong những năm 1922–40, và Bộ trưởng Lao động trong chính phủ liên minh chiến tranh. Ông đã thành công trong việc tối đa hóa nguồn cung lao động của Anh, cho cả dịch vụ vũ trang và sản xuất công nghiệp trong nước, với ít nhất là đình công và gián đoạn. Vai trò quan trọng nhất của ông là Ngoại trưởng trong chính quyền lao động hậu chiến, 1945–51.